# 8509-es mellékút (Magyarország)
A 8509-es számú mellékút egy nagyjából 13 kilométer hosszú, négy számjegyű mellékút Győr-Moson-Sopron vármegye területén. Kóny és Bősárkány térségét köti össze az útjába eső kisebb települések feltárásával.

## Nyomvonala
Kóny északi külterületei között, a központjától nem messze ágazik ki a 85-ös főútból, annak a 18+300-as kilométerszelvénye közelében, az M85-ös autóúttal közös kónyi csomópont északi körforgalmából. Első métereit elhagyva észak-északnyugati irányba fordul, így halad közel három kilométeren keresztül. Ott gyors egymásutánban két, közel derékszögű irányváltása következik, a másodikat elhagyva már Markotabödöge határain belül húzódik, a korábban követett irányában.
Körülbelül 4 kilométer után egy elágazáshoz ér, ott a 8503-as út torkollik bele északkelet felől, Fehértó irányából, bő 5 kilométer megtételét követően. Innen mintegy fél kilométerre éri el Markotabödöge lakott területének déli szélét; ott a Fő utca nevet veszi fel és így halad a belterület északi széléig, amit kevéssel a 8. kilométere után ér el. A 9. kilométerénél már Cakóháza határai között húzódik; e község északkeleti szélét mintegy fél kilométerrel arrébb éri el, a falu központjába a 85 103-as számú mellékút vezet.
Rábcakapi a következő, útjába eső település, melynek központját a 11. kilométere táján éri el. Ott délnyugatnak fordul, Fő utca néven, északkelet felé pedig kiágazik belőle a 8528-as út, Tárnokréti-Lébény irányába. Utolsó, közel egy kilométeres szakaszát az út Bősárkány területén teljesíti, legvégső, szűk fél kilométeres belterületi szakaszán Zrínyi Miklós utca néven. Így ér véget, beletorkollva a 86-ös főútba, annak a 159+650-es kilométerszelvénye közelében. Majdnem egyenes folytatása a 8514-es út, amely Kapuvárral köti össze a községet.
Teljes hossza, az országos közutak térképes nyilvántartását szolgáló kira.gov.hu adatbázisa szerint 13,038 kilométer. Ez más mérés alapján is pontosnak tűnik, ám az út közbenső kilométer-számozási adatait a kira.gov.hu állományában érdemes erős kritikával kezelni, mert furcsa módon az oldal adatai erre az útra vonatkozóan – a lekérdezés időpontjában – bővelkedtek az önellentmondásokban.

## Települések az út mentén
- (Kóny)
- Markotabödöge
- Cakóháza
- Rábcakapi
- Bősárkány